# Donovaly (sedlo)
Donovaly nebo Donovalské sedlo (950 m n. m.) je horské sedlo na rozhraní Velké Fatry a Starohorských vrchů. Je součástí horského průchodu mezinárodního významu, kterým vede Evropská silnice E77, spojující Budapešť a Krakov.

## Poloha
Sedlo se nachází na rozhraní dvou pohoří v centrální části Slovenska; severní a západní část tvoří úpatí Nové hole (1370 m n. m.) a Zvolena (1403 m n. m.), patřící do geomorfologického podcelku Zvolen  na východním okraji Velké Fatry, východní a jižní část tvoří mírněji se zvedající úpatí vrchu Baník (1056 m n. m.), ležící v Starohorských vrších. 
Hranice Banskobystrického a Žilinského kraje a tedy i okresů Banská Bystrica a Ružomberok, vede severněji od sedla, protože širší prostor průsmyku zabírá obec Donovaly a její zázemí. Severovýchodní svahy odvádějí vodu říčkou Korytnica do Revúcy, coby přítoku Váhu, jihozápadní svahy odvádějí vodu Starohorským potokem do Bystrice a následně do Hronu. 

## Doprava

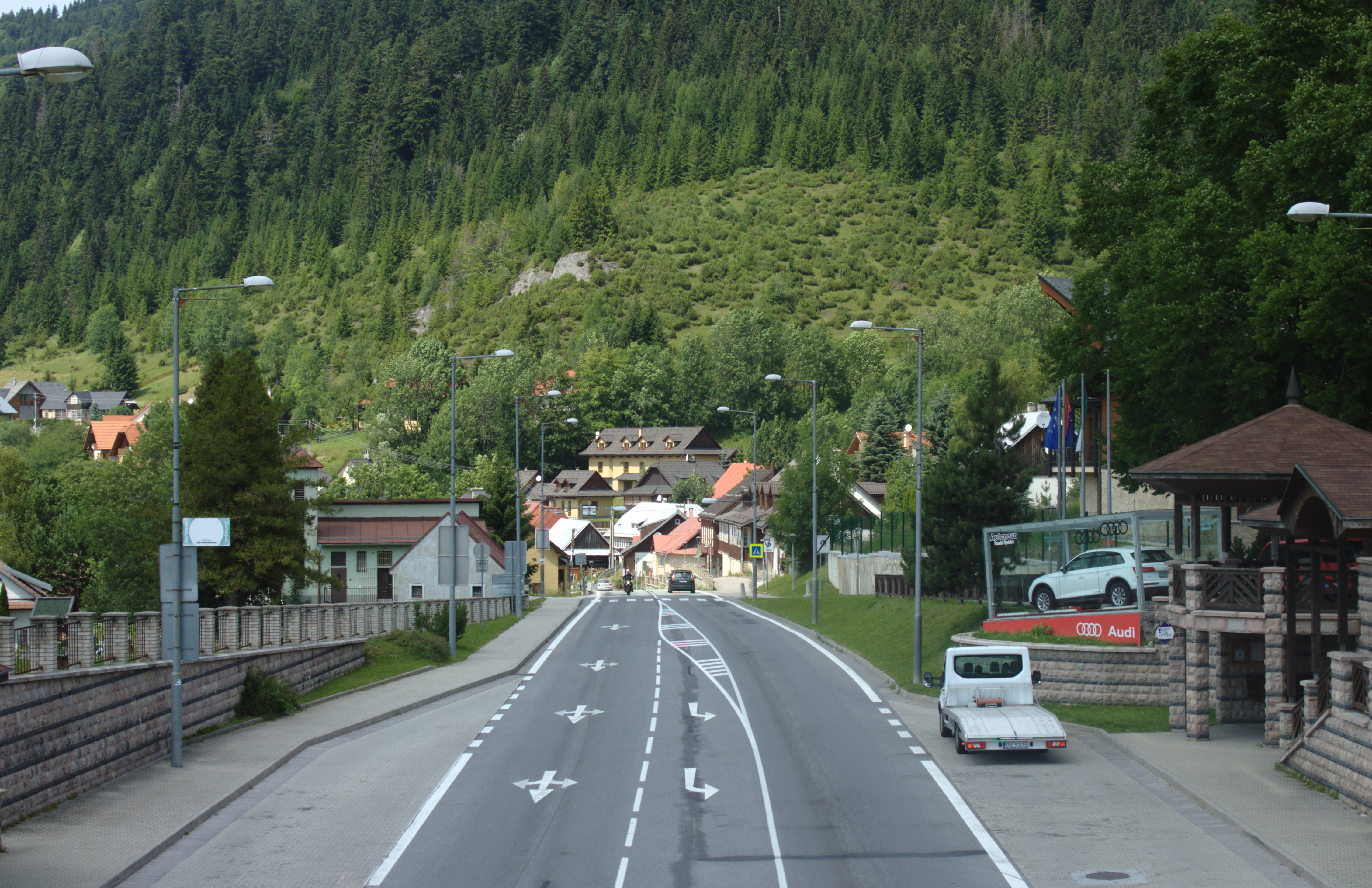
silnice E77 v sedle

Sedlem vede významná silniční spojnice Liptova s Pohroním, Evropská silnice E77 v trase silnice I/59.  Trasa současné cesty se začala používat až poté, co byla v letech 1958 až 1962 silnice mezi Banskou Bystricí a Ružomberkem rozšířená a vyasfaltovaná. Byl vybudován celý úsek mezi obcemi Motyčky a Liptovská Osada, který vedl právě přes Donovaly. Původně vedla hlavní silnice přes sedlo Veľký Šturec (1010 m n. m.) a obec Liptovské Revúce, ale protože tato silnice byla příliš úzká a měla nebezpečné zatáčky, byla doprava přesunuta na novou trasu.

## Turismus
Horské sedlo je díky hlavní silnici snadno přístupné. Prochází jím také významná turistická magistrála Cesta hrdinů SNP (E8) z Krížné na Chopok. V sedle i jeho okolí končí i několik značených tras z okolních obcí. 

### Značené trasy
- po  červené značce (Cesta hrdinů SNP, součást E8):
  - zo západného smeru z Krížnej přes Veľký Šturec
  - z východu z Chopka přes Kozí chrbát
- po  žluté značce z rozcestí Korytnica
- po  zelené značce z Šachtičiek nad Špaňou Dolinou[2]